# Moissy-Cramayel
Moissy-Cramayel település Franciaországban, Seine-et-Marne megyében. Lakosainak száma 18 498 fő (2022. január 1.). Moissy-Cramayel Réau, Savigny-le-Temple, Combs-la-Ville, Évry-Grégy-sur-Yerre és Lieusaint községekkel határos.

## Népesség
A település népességének változása:
| Lakosok száma | 17 500 | 17 630 | 17 832 | 17 713 | 17 882 | 17 849 | 17 982 | 18 248 | 18 498 |
|               | 2013   | 2015   | 2016   | 2017   | 2018   | 2019   | 2020   | 2021   | 2022   |